# Tennysonia stellata
Tennysonia stellata is een mosdiertjessoort uit de familie van de Tubuliporidae. De wetenschappelijke naam van de soort is voor het eerst geldig gepubliceerd in 1875 door George Busk.